# Glaciar Giétro
El glaciar Giétro o glaciar Giétroz (en francés: Glacier du Giétro) es un glaciar de los Alpes peninos de unos 4 km de largo que discurre por un valle situado en el suroeste de Suiza. La catástrofe del glaciar de Giétro de 1818, que provocó la inundación por desborde de un lago, es uno de los casos históricos más famosos y más desastrosos de los Alpes suizos.

## Descripción
El glaciar de Giétro se encuentra en el lado norte de los Alpes peninos en el cantón del Valais. Está situado en el alto valle de Bagnes, al sur de Martigny y Verbier. La longitud del glaciar es de 4,45 km (2017) y su superficie es de 5,3 km² (2017).
El glaciar se alimenta de las nieves del Mont Blanc de Cheilon (3870 m) y de La Ruinette (3875 m). En la parte superior, el glaciar es relativamente plano. Desciende hacia el norte por el lado del Mont Rouge du Giétro y luego se curva hacia el oeste entre Le Pleureur y el Mont Rouge. En la parte inferior, el glaciar alcanza una pendiente del 40% formando un gran número de grietas. El final está situado a unos 2750 m). Parte del glaciar está unido al glaciar Cheilon a través del Col du Cheilon (3243 m)). El agua generada por el glaciar termina en el lago Mauvoisin (lago artificial) y luego llega al Dranse de Bagnes, un afluente del Ródano.

## Catástrofes producidas por el glaciar

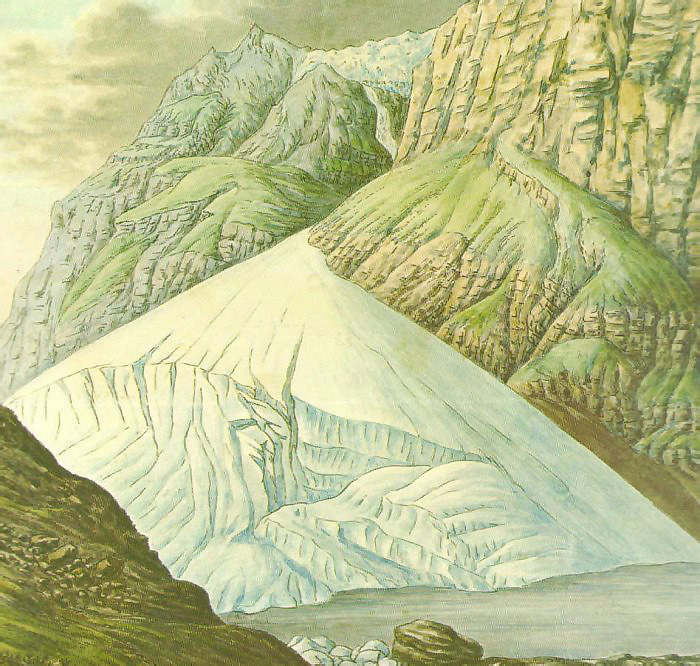
El cono de hielo que obstruyó el valle en 1818 (por Arnold Escher von der Linth)

Se sabe que el glaciar de Giétro ha causado muchas muertes en el valle en tiempos históricos. La primera inundación por desborde de un lago glaciar conocida se registró en 1595 y causó 140 muertes. Más recientemente, en 1818, se produjo una inundación similar por desbodamiento de un lago que causó la muerte de 44 personas. En este último caso se perforó un agujero en el glaciar para disminuir el nivel de las aguas.
Después de un aumento del glaciar durante el "Año sin verano", un cono de hielo comenzó a formarse en 1816 en el valle. Fue creado por la acumulación de los seracs de caída del frente del glaciar. Se formó un lago, pero se vació el 27 de mayo de 1817 sin causar ninguna fatalidad. En abril de 1818 el lago medía unos 2 km de longitud. El 10 de mayo de 1818, el ingeniero Ignaz Venetz fue llamado por las autoridades el cantón. Para detener la rápida subida de las aguas, decidió hacer un orificio en el hielo. Los trabajos comenzaron un día después. Se perforó un túnel por ambos lados, a unos 20 metros sobre el nivel del lago. El 18 de mayo se produjo una avalancha de hielo, pero sin víctimas. Se perforó entonces un túnel secundario por razones de seguridad. Una semana más tarde el nivel del lago llegó a los 10 metros por debajo del túnel. El 27 de mayo un enorme trozo de hielo se desprendió del cono del lago y quedó flotando en la superficie mientras hacía un ruido terrible; todos los obreros escaparon sin daños. Volvieron a trabajar dos días después. El 4 de junio se completó el túnel de 198 metros de largo. Otros grandes trozos de hielo se desprendieron del cono y quedaron flotando. Las aguas finalmente alcanzaron el nivel del túnel el 13 de junio, a las 22:00. Continuaron subiendo hasta el 14 de junio, cuando el nivel del lago comenzó a bajar. También salió algo de agua de la base del cono. Sólo dos hombres permanecieron en el lugar; Venetz advirtió a los habitantes del valle del peligro. En la mañana del 16 de junio, se escucharon terribles ruidos y violentas detonaciones. El cono comenzó a romperse. Un grupo de turistas británicos y un dibujante de Lausana visitaron el lugar con Venetz. Por la tarde, Venetz y los trabajadores se refugiaron en las alturas de Fionnay.
Finalmente, a las 16:30, la presa se rompió y 18 hm³ de agua invadieron el valle. Media hora después el lago estaba vacío. La inundación llegó al pueblo de Bagnes 10 minutos después; se dio la alerta a Martigny antes de las 18:00, pero fue demasiado tarde. La ola invadió Martigny-Bourg unos minutos después. La subida de las aguas se observó a lo largo del Ródano, a las 19:00 en Saint-Maurice y a las 23:00 en el lago Lemán.